# Aleksey Petukhov
Pour les articles homonymes, voir Petoukhov.
Alexey Petukhov (en russe : Алексе́й Евге́ньевич Петухо́в, Alekseï Ievguenievitch Petoukhov), né le 28 juin 1983 à Klintsy, est un fondeur russe. Il est considéré comme l'un des meilleurs sprinteurs des années 2000 et 2010. Il a notamment remporté une médaille de bronze aux Jeux olympiques de 2010 à Vancouver en sprint par équipes aux côtés de Nikolaï Morilov. En Coupe du monde, il compte vingt-et-un podiums dont trois victoires individuelles et quatre victoires par équipes, toutes en sprint entre 2009 et 2015.
Le 9 novembre 2017, la commission de discipline du CIO bannie à vie de toute compétition olympique Aleksey Petukhov, soupçonné de dopage et le déclasse de ses résultats des JO 2014. 

## Biographie
Il fait ses débuts internationaux aux Championnats du monde junior en 2002. Lors de l'édition 2003, à Sollefteå, il se distingue pour la première fois en terminant deuxième derrière Chris Jespersen sur le trente kilomètres libre (médaille d'argent). Un mois plus tard, il prend son premier départ en Coupe du monde à Lahti (56e). Après 2004, il doit attendre fin 2007 pour participer de nouveau à une manche dans cette compétition, en profitant de cette occasion pour marquer ses premiers points pour le classement général avec une 18e place sur le sprint libre de Rybinsk. 
En préparation de la saison 2008-2009, il gagne sa première course FIS au sprint de Saariselkä, puis confirme sa forme en Coupe du monde avec une neuvième place à Davos, puis une troisième place au sprint par équipes de Düsseldorf (premier podium) en compagnie de Nikolay Morilov, arrivant dans la même seconde que les Norvégiens et Suédois. Deux troisièmes places en sprint libre à Rybinsk et Valdidentro le propulse au sixième rang du classement de la spécialité en fin de saison en Coupe du monde. En 2009, il prend aussi la neuvième place du sprint libre aux Championnats du monde à Liberec.
Il connaît sa meilleure saison en 2009-2010, réalisant le doublé sprint individuel-sprint par équipes à Düsseldorf,  puis termine troisième du sprint à Davos, deuxième du sprint libre à Rybinsk, où il gagne aussi la compétition par équipes et enfin est deuxième du sprint à Oslo, ce qui contribue à son troisième rang au classement du sprint. Cet hiver est marqué est par sa première sélection olympique à Vancouver, où seulement utilisé pour le sprint par équipes libre, avec Nikolay Morilov, il remporte la médaille de bronze derrière les Norvégiens et les Allemands.

## Palmarès

### Jeux olympiques
Alexey Petukhov a pris part aux Jeux olympiques d'hiver dans une épreuve en 2010 à Vancouver et y obtient une médaille de bronze aux côtés de Nikolaï Morilov en sprint par équipes.
| Épreuve / Édition | Sprint                           | Sprint                           | 15 km                            | 15 km                            | Poursuite / Skiathlon 2 × 15 km | 50 km | Relais                              | Relais                           |
| Épreuve / Édition | libre                            | classique                        | libre                            | classique                        | Poursuite / Skiathlon 2 × 15 km | 50 km | Sprint                              | 4 × 10 km                        |
| JO 2010 Vancouver | Épreuve inexistante à cette date | —                                | —                                | Épreuve inexistante à cette date | —                               | —     | Médaille de bronze, Jeux olympiques | Épreuve inexistante à cette date |
| JO 2014 Sotchi    | DSQ                              | Épreuve inexistante à cette date | Épreuve inexistante à cette date | —                                | —                               | —     | —                                   | —                                |

Légende : 
- DSQ : disqualifié

### Championnats du monde
Alexey Petukhov compte quatre participations aux Championnats du monde avec pour meilleur résultat la médaille d'or obtenue avec Nikita Kriukov en 2013 en sprint par équipes.
| Épreuve / Édition           | Sprint                           | Sprint                           | 15 km                            | 15 km                            | Poursuite / Skiathlon 2 × 15 km | 50 km libre | Relais                   | Relais    |
| Épreuve / Édition           | libre                            | classique                        | libre                            | classique                        | Poursuite / Skiathlon 2 × 15 km | 50 km libre | Sprint                   | 4 × 10 km |
| Mondiaux 2009 Liberec       | 9e                               | Épreuve inexistante à cette date | Épreuve inexistante à cette date | —                                | —                               | —           | —                        | —         |
| Mondiaux 2011 Oslo          | 14e                              | Épreuve inexistante à cette date | Épreuve inexistante à cette date | —                                | —                               | —           | —                        | —         |
| Mondiaux 2013 Val di Fiemme | Épreuve inexistante à cette date | —                                | —                                | Épreuve inexistante à cette date | —                               | —           | Médaille d'or, monde     | —         |
| Mondiaux 2015 Falun         | Épreuve inexistante à cette date | 20e                              | —                                | Épreuve inexistante à cette date | —                               | —           | Médaille d'argent, monde | —         |

Légende :
- : première place, médaille d'or
- : deuxième place, médaille d'argent
- : pas d'épreuve
- — : non disputée par Petukhov

### Coupe du monde
- Meilleur classement général : 18e en 2010.
- 21 podiums : 
  - 14 podiums en épreuve individuelle : 3 victoires, 8 deuxièmes places et 3 troisièmes places.
  - 7 podiums en épreuve par équipes : 4 victoires, 2 deuxièmes places et 1 troisième place.

#### Détail des victoires
Alexey Petukhov compte trois victoires individuelles en Coupe du monde, obtenues entre 2009 et 2012 en sprint style libre.
| Épreuve / Édition | Sprint     | Sprint    |
| Épreuve / Édition | libre      | classique |
| 2009-10           | Düsseldorf |           |
| 2010-11           | Rybinsk    |           |
| 2011-12           | Milan      |           |

#### Classements par saison
| Saison / Épreuve | Général | Général | Distance | Distance | Sprint | Sprint | Tour de ski depuis 2007 | Finales depuis 2008 | Nordic Opening depuis 2011       |
| ---------------- | ------- | ------- | -------- | -------- | ------ | ------ | ----------------------- | ------------------- | -------------------------------- |
| Saison / Épreuve | Class.  | Points  | Class.   | Points   | Class. | Points | Tour de ski depuis 2007 | Finales depuis 2008 | Nordic Opening depuis 2011       |
| 2008             | 123e    | 13      | -        | -        | 85e    | 13     | -                       | -                   | Épreuve inexistante à cette date |
| 2009             | 24e     | 292     | 83e      | 14       | 6e     | 278    | -                       | 73e                 | Épreuve inexistante à cette date |
| 2010             | 18e     | 347     | -        | -        | 3e     | 347    | -                       | Ab.                 | Épreuve inexistante à cette date |
| 2011             | 21e     | 323     | 51e      | 46       | 4e     | 277    | Ab.                     | -                   | Ab.                              |
| 2012             | 20e     | 435     | -        | -        | 4e     | 435    | Ab.                     | Ab.                 | Ab.                              |
| 2013             | 46e     | 162     | -        | -        | 13e    | 162    | -                       | -                   | Ab.                              |
| 2014             | 32e     | 244     | -        | -        | 10e    | 244    | -                       | Ab.                 | -                                |
| 2015             | 24e     | 298     | -        | -        | 4e     | 298    | -                       | -                   | Ab.                              |
| 2016             | 72e     | 70      | 82e      | 8        | 34e    | 62     | -                       | -                   | -                                |
| 2017             | 79e     | 62      | -        | -        | 34e    | 62     | -                       | -                   | Ab.                              |

### Championnats du monde junior
Alexey Petukhov a pris part à deux éditions des Championnats du monde junior en 2002 et 2003. Il y remporte deux médailles dont le titre en relais et la médaille d'argent sur le 30 km derrière le Norvégien Chris Jespersen.
| Épreuve / Édition       | Sprint | Sprint                           | 10 km                            | 10 km                            | 30 km libre                      | Relais                           |
| Épreuve / Édition       | libre  | classique                        | libre                            | classique                        | 30 km libre                      | Relais                           |
| Mondiaux 2002 Schonach  | 26e    | Épreuve inexistante à cette date | 47e                              | Épreuve inexistante à cette date | Épreuve inexistante à cette date | Épreuve inexistante à cette date |
| Mondiaux 2003 Sollefteå | 34e    | Épreuve inexistante à cette date | Épreuve inexistante à cette date | 12e                              | Médaille d'argent                | Médaille d'or                    |

### Coupe d'Europe de l'Est
- 5 podiums, dont 3 victoires.

### Championnats de Russie
- Champion sur le sprint libre en 2010.